# Ligne Abukuma Express
La ligne Abukuma Express (阿武隈急行線, Abukuma Kyūkō-sen) est l'unique ligne ferroviaire de la compagnie AbukumaExpress, située dans les préfectures de Fukushima et Miyagi au Japon. Elle relie la gare de Fukushima à Fukushima à la gare de Tsukinoki à Shibata.

## Histoire
La ligne est ouverte le 1er avril 1968 par la Japanese National Railways sous le nom de ligne Marumori (丸森線). La ligne est transférée à la compagnie AbukumaExpress le 1er juillet 1986.

## Caractéristiques

### Ligne
- longueur : 54,9 km
- écartement des voies : 1 067 mm
- électrification : 1 500 Vcc
- nombre de voies : Voie unique

### Liste des gares
| Gare                         | Nom japonais           | Distance (km) | Correspondances                                                                                | Localisation | Localisation            |
| ---------------------------- | ---------------------- | ------------- | ---------------------------------------------------------------------------------------------- | ------------ | ----------------------- |
| Fukushima                    | 福島                   | 0             | JR East : Tōhoku Shinkansen, Yamagata Shinkansen, Tōhoku, Ōu Fukushima Transportation : Iizaka | Fukushima    | Préfecture de Fukushima |
| Oroshimachi                  | 卸町                   | 5,6           |                                                                                                | Fukushima    | Préfecture de Fukushima |
| Fukushima Gakuin-mae         | 福島学院前             | 6,5           |                                                                                                | Fukushima    | Préfecture de Fukushima |
| Senoue                       | 瀬上                   | 7,5           |                                                                                                | Fukushima    | Préfecture de Fukushima |
| Mukaisenoue                  | 向瀬上                 | 8,6           |                                                                                                | Fukushima    | Préfecture de Fukushima |
| Takako                       | 高子                   | 10,1          |                                                                                                | Date         | Préfecture de Fukushima |
| Kamihobara                   | 上保原                 | 11,5          |                                                                                                | Date         | Préfecture de Fukushima |
| Hobara                       | 保原                   | 12,8          |                                                                                                | Date         | Préfecture de Fukushima |
| Ōizumi (ja)                  | 大泉                   | 13,9          |                                                                                                | Date         | Préfecture de Fukushima |
| Niida                        | 二井田                 | 15,4          |                                                                                                | Date         | Préfecture de Fukushima |
| Nitta                        | 新田                   | 17,0          |                                                                                                | Date         | Préfecture de Fukushima |
| Yanagawa                     | 梁川                   | 18,3          |                                                                                                | Date         | Préfecture de Fukushima |
| Yanagawa Kibōnomori Kōen-mae | やながわ希望の森公園前 | 20,0          |                                                                                                | Date         | Préfecture de Fukushima |
| Tomino                       | 富野                   | 22,1          |                                                                                                | Date         | Préfecture de Fukushima |
| Kabuto                       | 兜                     | 25,2          |                                                                                                | Date         | Préfecture de Fukushima |
| Abukuma                      | あぶくま               | 29,4          |                                                                                                | Marumori     | Préfecture de Miyagi    |
| Marumori                     | 丸森                   | 37,5          |                                                                                                | Marumori     | Préfecture de Miyagi    |
| Kita-Marumori                | 北丸森                 | 39,2          |                                                                                                | Marumori     | Préfecture de Miyagi    |
| Minami-Kakuda                | 南角田                 | 41,6          |                                                                                                | Kakuda       | Préfecture de Miyagi    |
| Kakuda                       | 角田                   | 43,3          |                                                                                                | Kakuda       | Préfecture de Miyagi    |
| Yokokura                     | 横倉                   | 45,2          |                                                                                                | Kakuda       | Préfecture de Miyagi    |
| Oka                          | 岡                     | 47,7          |                                                                                                | Kakuda       | Préfecture de Miyagi    |
| Higashi-Funaoka              | 東船岡                 | 51,3          |                                                                                                | Shibata      | Préfecture de Miyagi    |
| Tsukinoki                    | 槻木                   | 54,9          | JR East : Tōhoku                                                                               | Shibata      | Préfecture de Miyagi    |